# Стів Джобс (книга)
«Стів Джобс»  — авторизована (переглянута і схвалена автором або зроблена за згодою автора) біографія Стіва Джобса, яку написав Волтер Айзексон та яка вперше вийшла 24 жовтня 2011 року. Українською мовою вийшла у видавництві «Брайт Стар Паблішинг» в грудні 2011 року.
У 2015 році на екрани вийшла однойменна екранізація книги, режисером якої став Денні Бойл а сценаристом Аарон Соркін.
| Люди, яким настільки бракує клепки, що вони гадають, начебто можуть змінити світ, якраз і змінюють його Реклама Apple «Думай інакше», 1997 рік Стів Джобс — всесвітньо відомий менеджер і винахідник. Завдяки йому весь світ впізнає «яблучка» на корпусах Mac, IPhones, IPads… Хто він? Самозакоханий менеджер-диктатор? Винахідник із геніальним даром відчувати, що потрібно людям? Успішна чи нещасна людина? Особистість Стіва Джобса — неоднозначна. Попри всі особливості характеру, Стів Джобс може стати гідним прикладом для багатьох. Його кар'єра може навчити мислити творчо, випереджати свій час, самоорганізовуватися, цілковито віддаватися улюбленій справі. Біографію Стіва Джобса написав Волтер Айзексон. Це журналіст і менеджер зі стажем. Він працював на всесвітньо відомі ЗМІ — «Time» і «CNN». Волтер Айзексон написав біографію в тісній співпраці зі Стівом Джобсом. В основу книжки лягло 40 інтерв'ю з винахідником і менеджером. Це єдина біографія Стіва Джобса, дані якої вивірені особисто її героєм. До речі, ця книжка мала вийти ще за життя Джобса, але герой несподівано помер і не дочекався прем'єри. Вже за перший тиждень продажів книжки читачі з усього світу придбали майже 400 тисяч примірників. - Волтер Айзексон. Стів Джобс. Біографія засновника компанії Apple. Переклад з англійської Надійка Гербіш, Любомир Крупницький, Олеся Кравчук та Олена Третяченко-Реннер. Редактор та корректор - I. Кривошеїна. Київ: Брайт Стар Паблішинг. 2011. 672 стор. ілюстр. Перше видання. ISBN 978-966-2665-02-4 - Волтер Айзексон. Стів Джобс. Біографія засновника компанії Apple. Переклад з англійської Надійка Гербіш, Любомир Крупницький, Олеся Кравчук та Олена Третяченко-Реннер. Редактор та корректор - I. Кривошеїна. Київ: Брайт Стар Паблішинг. 2012. 624 стор. ілюстр. Друге видання. ISBN 978-966-2665-02-4 - Волтер Айзексон. Стів Джобс. Біографія засновника компанії Apple. Переклад з англійської Надійка Гербіш, Любомир Крупницький, Олеся Кравчук та Олена Третяченко-Реннер. Редактор та корректор - I. Кривошеїна. Київ: Брайт Стар Паблішинг. 2013. 608 стор. ілюстр. Електронне видання (epub). ISBN 978-966-2665-02-4 1. 2. 3. 4. 5. 6. 7. 8. - Огляд Стів Джобс (книга) від CommanderTech1. — Процитовано 4 грудня 2012 (англ.) |